# Aartgens
Aert ou Allaert Claesz, encore dénommé de façon abrégé Aartgens et simplement en français Aertgen de Leyde ou en flamand Aertgen van Leyden est un peintre hollandais de sujets religieux et de portraits, ainsi qu'un graveur né à Leyde en 1498 et mort dans la même ville en 1564.

## Biographie
Aertgen d'une famille de cardeur de laine, suit les traces paternels, mais prend goût précocement au dessin et poursuit un apprentissage de peintre dans l'atelier renommé de Cornelis Engebrechtsz.
Cet homme de l'art n'émerge que tardivement dans un style tourmenté dynamique et foisonnant : il semble subir l'influence d'abord de Lucas de Leyde, puis de Jan Cornelisz Vermeyen et à la quarantaine passée du grand portraitiste Heemskerk. Le triptyque du Jugement dernier peint en 1555 pour la famille van Montfoort le révèle dans sa plénitude.
Il se noie par accident en 1564.

## Œuvre
Aucun tableau du maître n'est attribuable avec certitude. Mais il est reconnu par ses œuvres de jeunesse que sont les Nativités. Rubens en possédait une.
Les panneaux religieux qui lui ont été attribués sont : La Nativité, L'adoration des Bergers, Nativité avec berger joueur de la cornemuse et enfants chanteurs…   
- La Nativité, à Cologne, Anvers, Léningrad, à Paris au musée du Louvre.
- Triptyque du Jugement dernier, au musée de Valenciennes.
- Résurrection de Lazare, au Rijkmuseum d'Amsterdam
- Résurrection de Lazare, triptyque complet, Musée Jeanne d'Aboville de la Fère
- Jugement de Salomon
- Le passage de la mer rouge
- Le sacrifice d'Isaac
- Portrait par lui-même, gravé par Suyderhoefs